# Île Amak
L'île Amak (en aléoute : Amax) est une île inhabitée du borough des Aléoutiennes orientales, en Alaska. Elle fait partie des îles Aléoutiennes. L'île se trouve au nord de l'extrémité ouest de la péninsule de l'Alaska et au nord-ouest de la ville continentale de Cold Bay. La superficie terrestre de l'île est de 15,09 km2 et son altitude maximale est de 488 m. Le volcan de l'île, le Mont Amak, est entré en éruption pour la dernière fois en 1796.